# Fleury François Richard

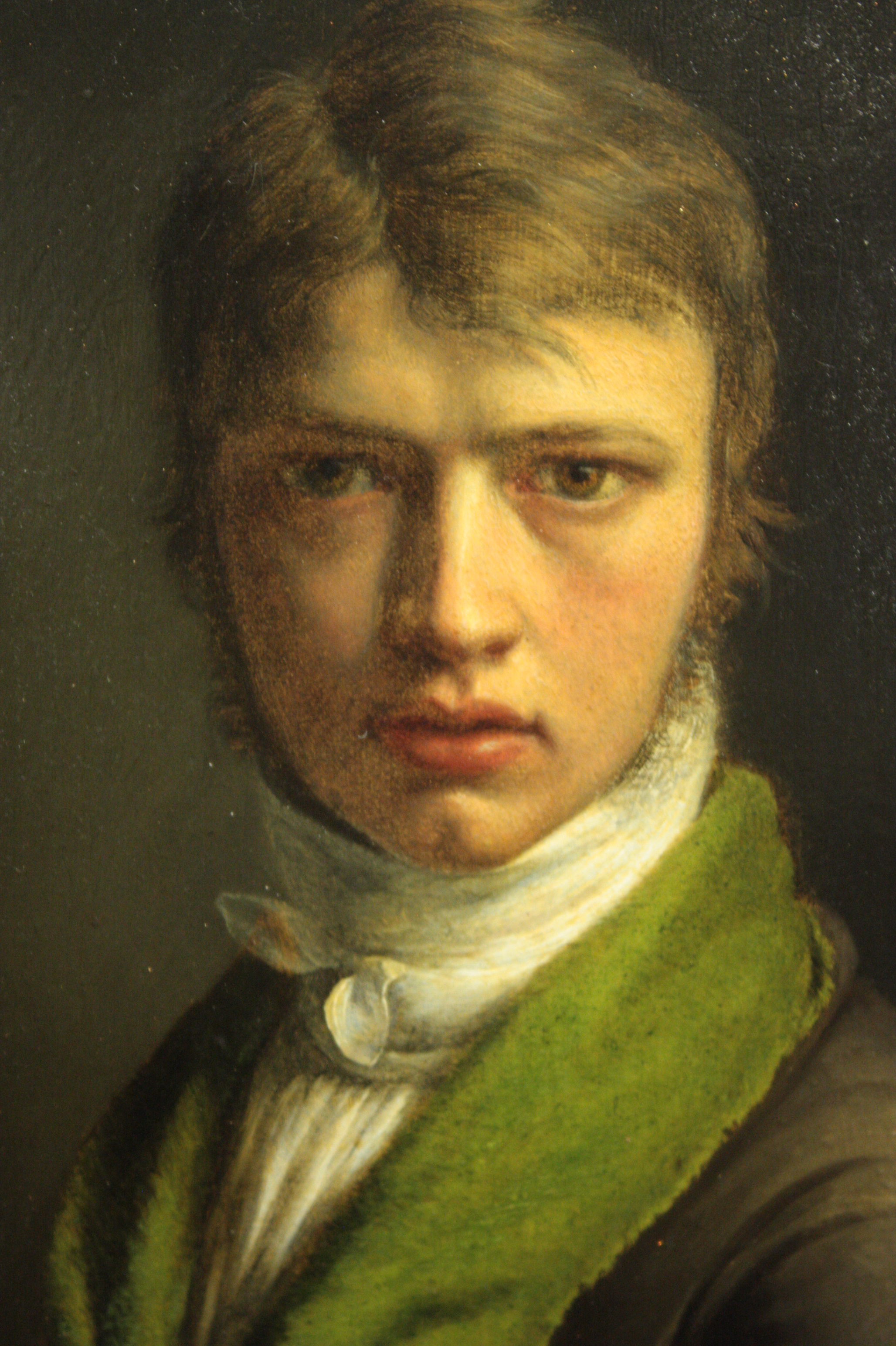
Fleury – Richard (autorretrato en la juventud).

Fleury François Richard (Lyon, 25 de febrero de 1777 - Écully, 14 de marzo de 1852), a veces llamado Fleury-Richard, fue pintor de la Escuela de Lyon. Alumno de Jacques-Louis David, Fleury-Richard y su amigo Pierre Révoil fueron precursores del estilo Trovador. 

## Vida
Hijo de un magistrado, Fleury François Richard estudió en el colegio de l'Oratoire en Lyon y luego en la escuela de Dessin con Alexis Grognard. En esta última conoció a Pierre Révoil. En 1796 se unió al estudio parisino de Jacques-Louis David. Sus primeras pinturas tuvieron gran éxito y se mezcló con la intelectualidad parisina, entre la cual el Estilo trovador fue muy bien acogido. Se convirtió en el pintor favorito de la emperatriz Josefina de Beauharnais, quien compró muchas de sus pinturas. 
En 1808 estableció su propio estudio en el palacio Saint-Pierre de Lyon y tuvo un gran éxito. Fue iniciado en la Logia Masónica del Rito Escocés de Isis en 1809, y en 1814 se casó con la hija de un banquero, Blanche Menut. Fue nombrado caballero de la Legión de Honor en 1815. 
Visitó Ginebra, Milán, Turín y el Delfinado en busca de inspiración. Fue profesor en la Escuela de Bellas Artes de Lyon de 1818 a 1823. En 1851 se instaló en Écully, dedicándose a la escritura. Editó sus Recuerdos, vidas de pintores y una obra sobre la pintura en ciudades de segundo orden de Francia, Quelques réflexions sur l'enseignement de la peinture dans les villes de second ordre

## Crítica

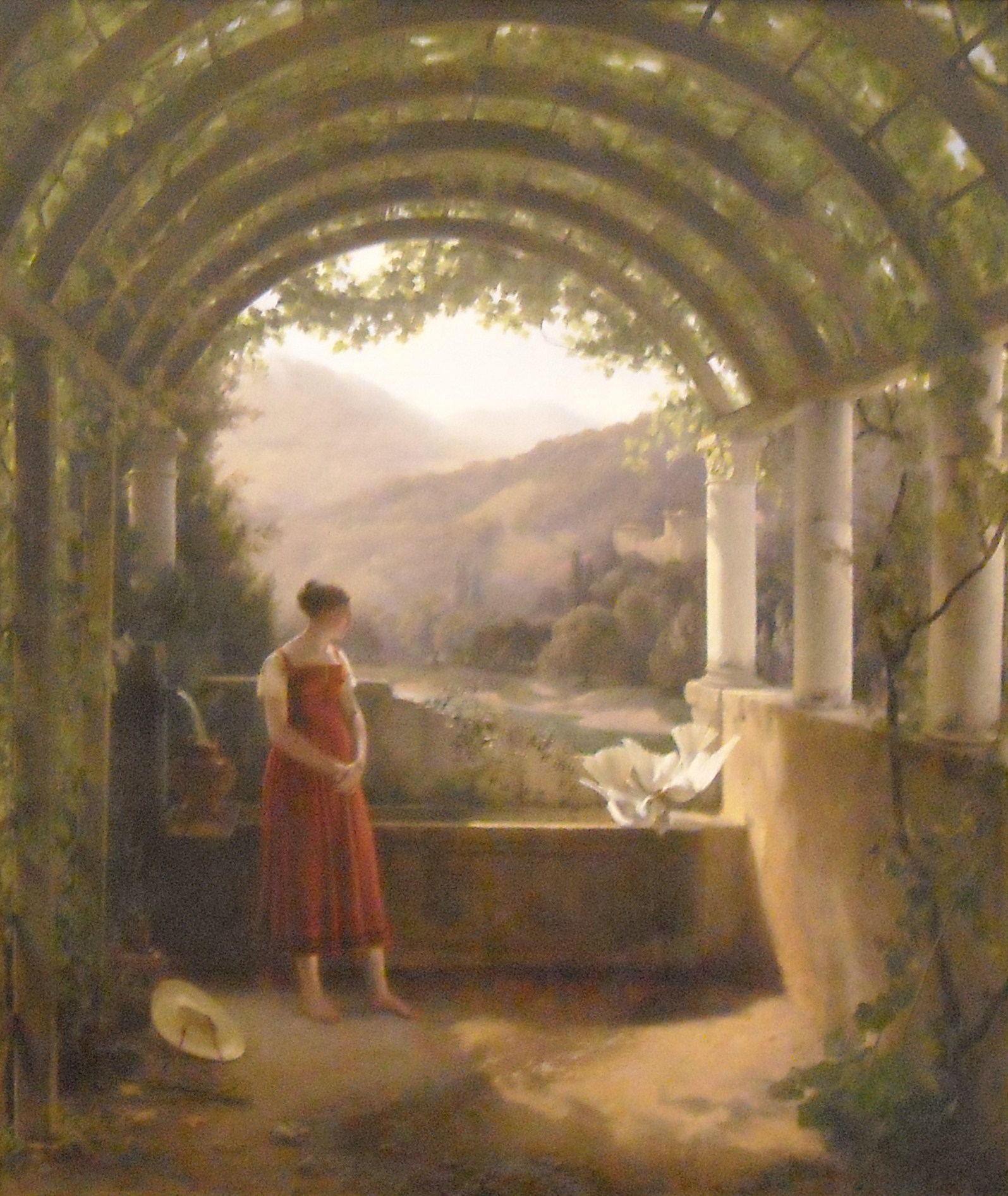
Muchacha en una fuente, Museo de Bellas Artes de Lyon.

Fleury-Richard recibió sus primeras lecciones en Lyon, una ciudad productora de seda, pero se formó principalmente en la atmósfera neoclásica del estudio de David. Era un apasionado de la historia y le fascinaba la caballería medieval y el Renacimiento. Su visita al Museo de Monumentos Franceses, donde vio la tumba de Valentina Visconti en exhibición, inspiró su primer trabajo importante en el estilo trovador utópico y melancólico, que también se originó en el estudio de David. Este estilo formaría una poderosa corriente historicista inspirada en los maestros de los siglos XIV y XV, una iconografía más anecdótica que verdaderamente histórica. François-René Martin presenta esta tendencia como un "retiro a la esfera privada".
Richard quedó notablemente asombrado por las obras atribuidas al rey-poeta" Renato I (Le bon Roi René) y más particularmente por su tratado de historia del arte Le Cuer d'amours espris
A su regreso a Lyon, cultivó su amistad con Pierre Révoil y, con Révoil y un pequeño círculo, descubrió la naturaleza y los restos arqueológicos alrededor de la ciudad, en Fourvière, Saint-Just o Île Barbe.
También la cripta abandonada de San Ireneo en Saint-Just fue utilizada por Fleury-Richard en sus estudios para "Un caballero en oración en una capilla, preparándose para el combate"; la construcción utilizada en "Muchacha en una fuente" fue un sarcófago romano en la isla Barbe; también en la isla de Barbe, asociado con el claustro de Nuestra Señora de la Isla en Viena es La ermita de Vaucouleurs
Algunos eruditos de principios del siglo XX intentaron conectarlo con la escuela de Lyon a pesar de su formación en París, su carrera nacional y su pintura.
En los escritos críticos de Fleury-Richard, los estudiosos encuentran una reflexión que prefigura su apego al simbolismo antes de que existiera: "La pintura no es una imitación de la realidad. Es un símbolo, un lenguaje figurativo que presenta la imagen del pensamiento; y el pensamiento surge de la fuente de la belleza infinita, allí encuentra las formas arquetípicas señaladas por Platón, de las cuales los seres creados son solo copias."  "

## Trabajos

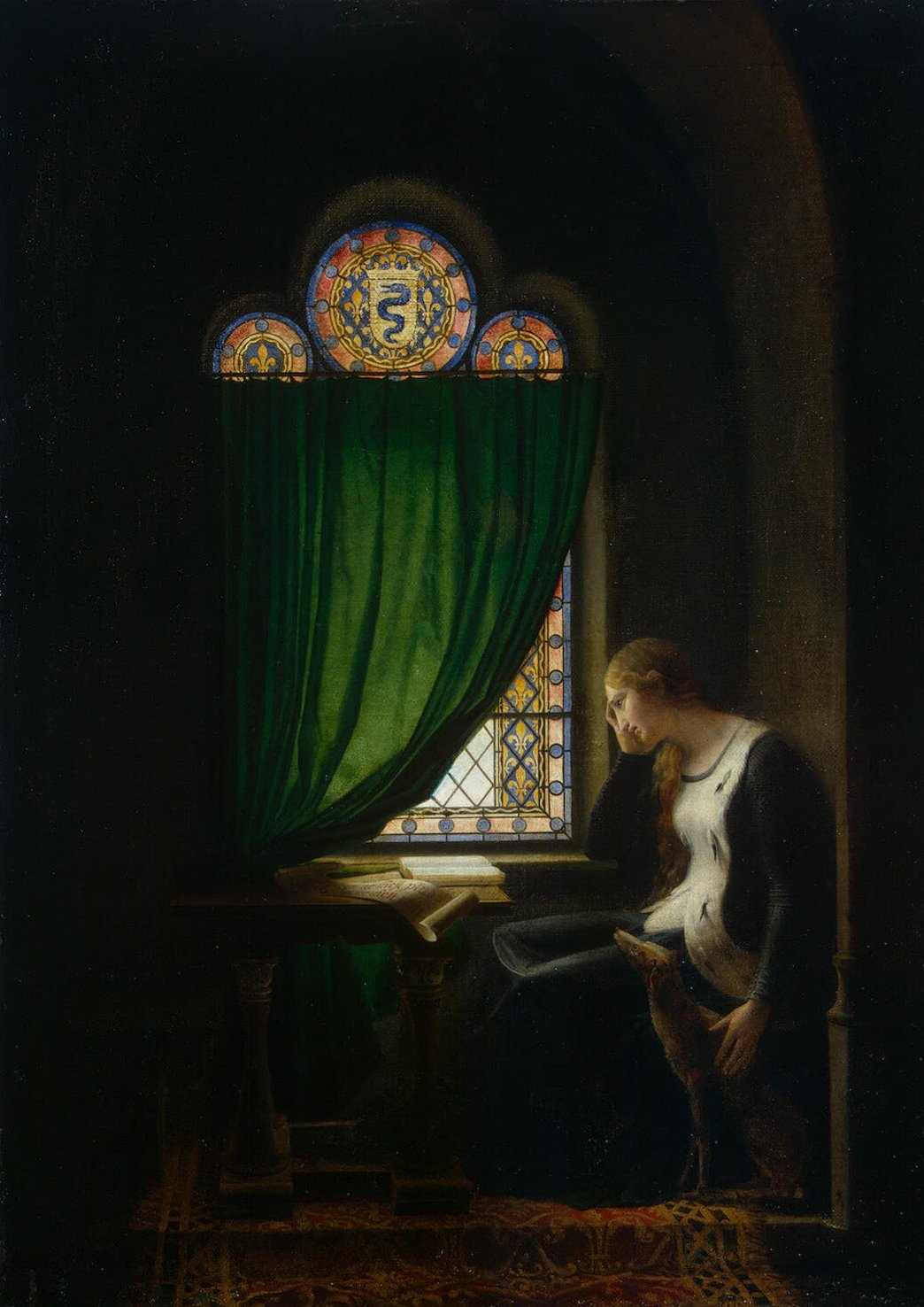
Valentina Visconti llorando por la muerte de su esposo Luis de Valois (c. 1802) Museo del Hermitage, San Petersburgo.

- Valentina Visconti llorando por la muerte de su esposo Luis de Valois (c. 1802), Museo del Hermitage, San Petersburgo
- Carlos VII escribiendo su despedida a Agnès Sorel (1804) Museo Nacional de castillos de Malmaison y de Bois-Préau, Rueil-Malmaison
- Un caballero en oración en una capilla, preparándose para el combate (1805), Museo de Bellas Artes de Lyon
- La muerte de san Pablo el ermitaño (1810) Museo Gassendi Digne
- Tannegui du Chastel salvando al Delfín (1819) Museo Nacional del castillo de Fontainebleau
- La ermita de Vaucouleurs (1819), museo del Louvre, París
- Caperucita Roja (c. 1820), museo del Louvre, París
- Torquato Tasso en prisión, visitado por Montaigne (1821), Lyon
- Vert-Vert (1821) Lyon
- La muerte del príncipe de Talmont (c. 1822), museo de Brou, Bourg-en-Bresse
- La Cartuja de San Bruno (1822) museo de Grenoble
- Niña en una fuente (1825) Lyon
- Comminges y Adélaïde en el convento de La Trapa (1844), Lyon
- Interior de un convento (Convento de los Cordeliers de l'Observance), Lyon
- Escena en una capilla en ruinas, Lyon
- Entrada a un convento, Lyon
- Jacques de Molay, gran maestro de los templarios, Rueil-Malmaison
- Madame Isabel en su jardín de Montreuil, Museo Nacional del castillo y del Trianón, Versalles

### Galería

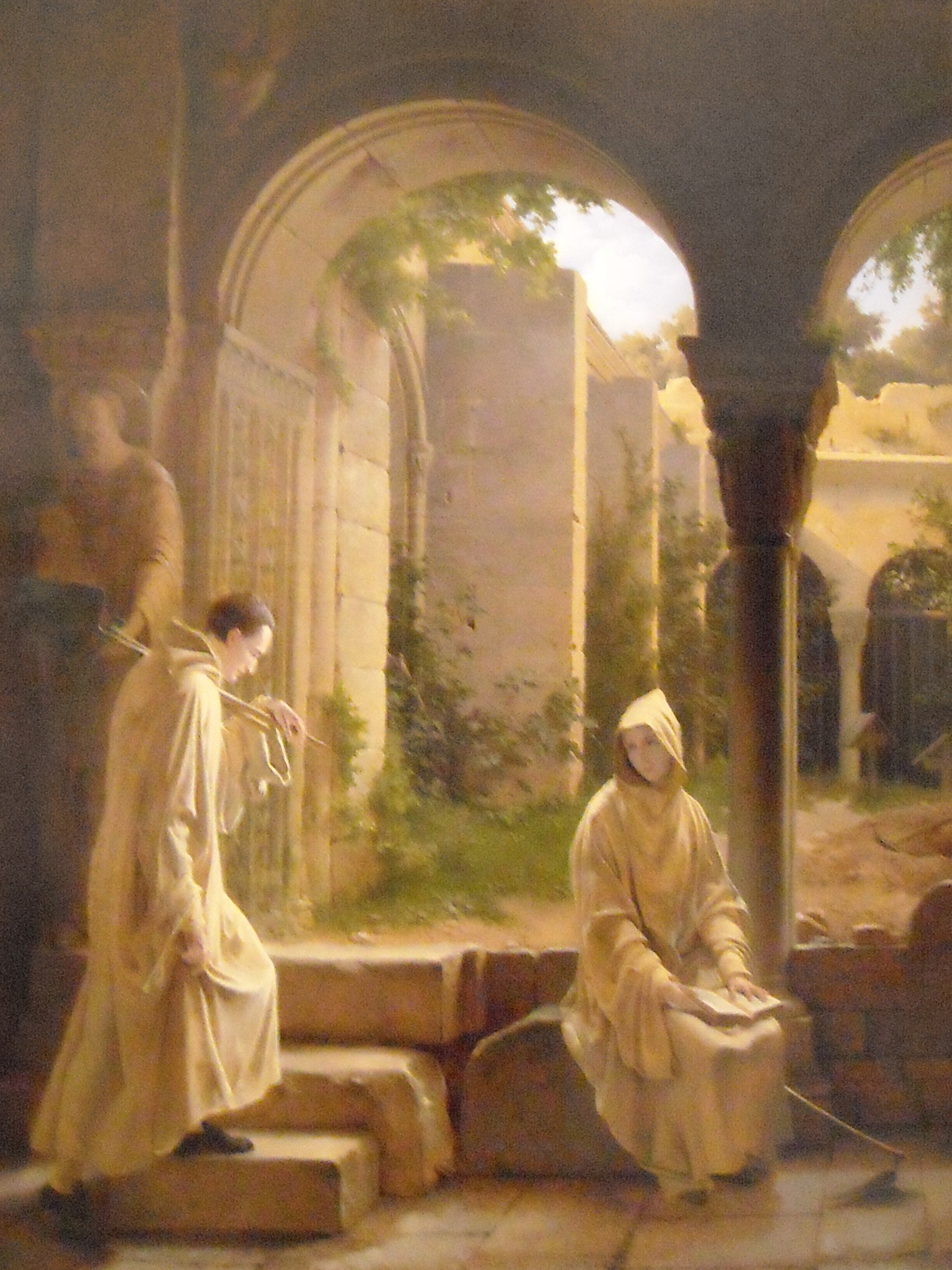
Comminges y Adalaïde en el convento de La Trapa
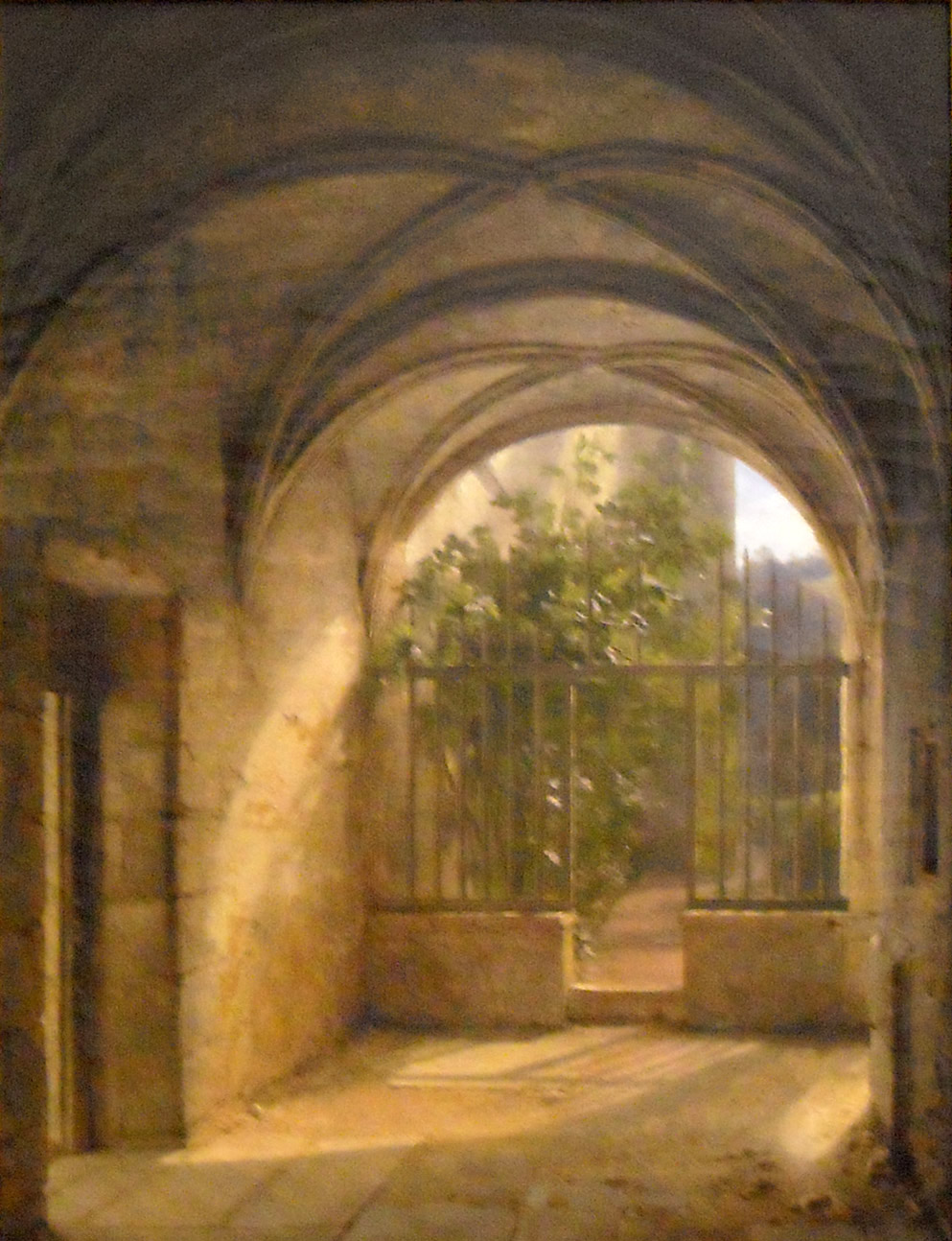
Interior de un convento (Convento de los Cordeliers de l'Observance). Lyon
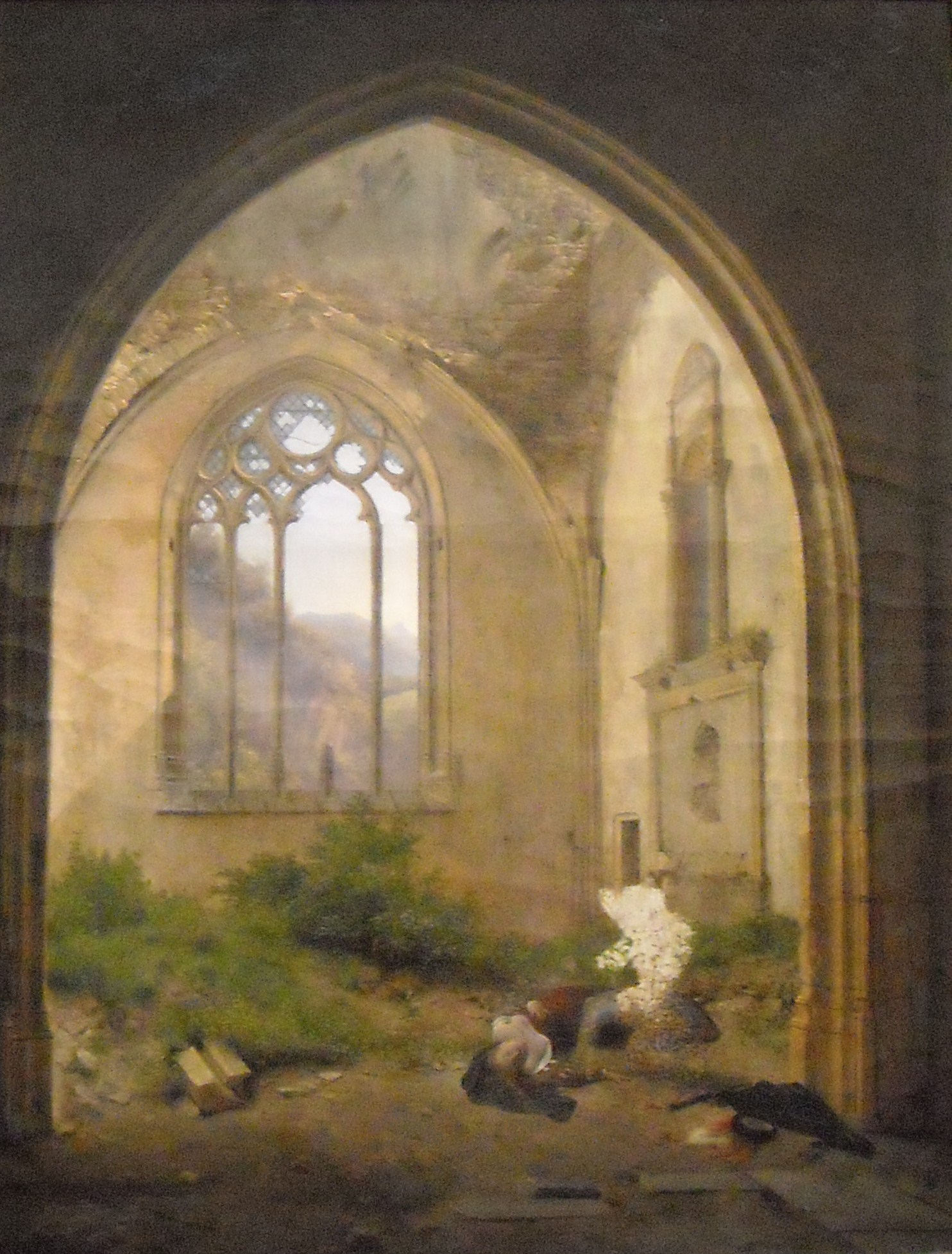
Escena en una capilla en ruinas, Lyon